# Кошель Микола Якович
Микола Кошель (нар. 19 лютого 1925,  Дуболугівка, Ніжинський район, Чернігівська область) — чернігівський художник.

## Життєпис
Микола Якович Кошель народився 19 лютого 1925 року в селі Дуболугівки Ніжинського району на Чернігівщині.

### Юні роки
Перше знайомство з творами мистецтва — аквареллю із панського будинку — викликало у сільського школяра щире захоплення і закарбувалося на все життя. Декілька уроків малювання, які Микола отримав, будучи школярем у свого далекого родича Дмитра Кошеля, спонукали його до подальших творчих пошуків. Художнє оформлення стінних газет стало першою творчою роботою в біографії майбутнього художника.

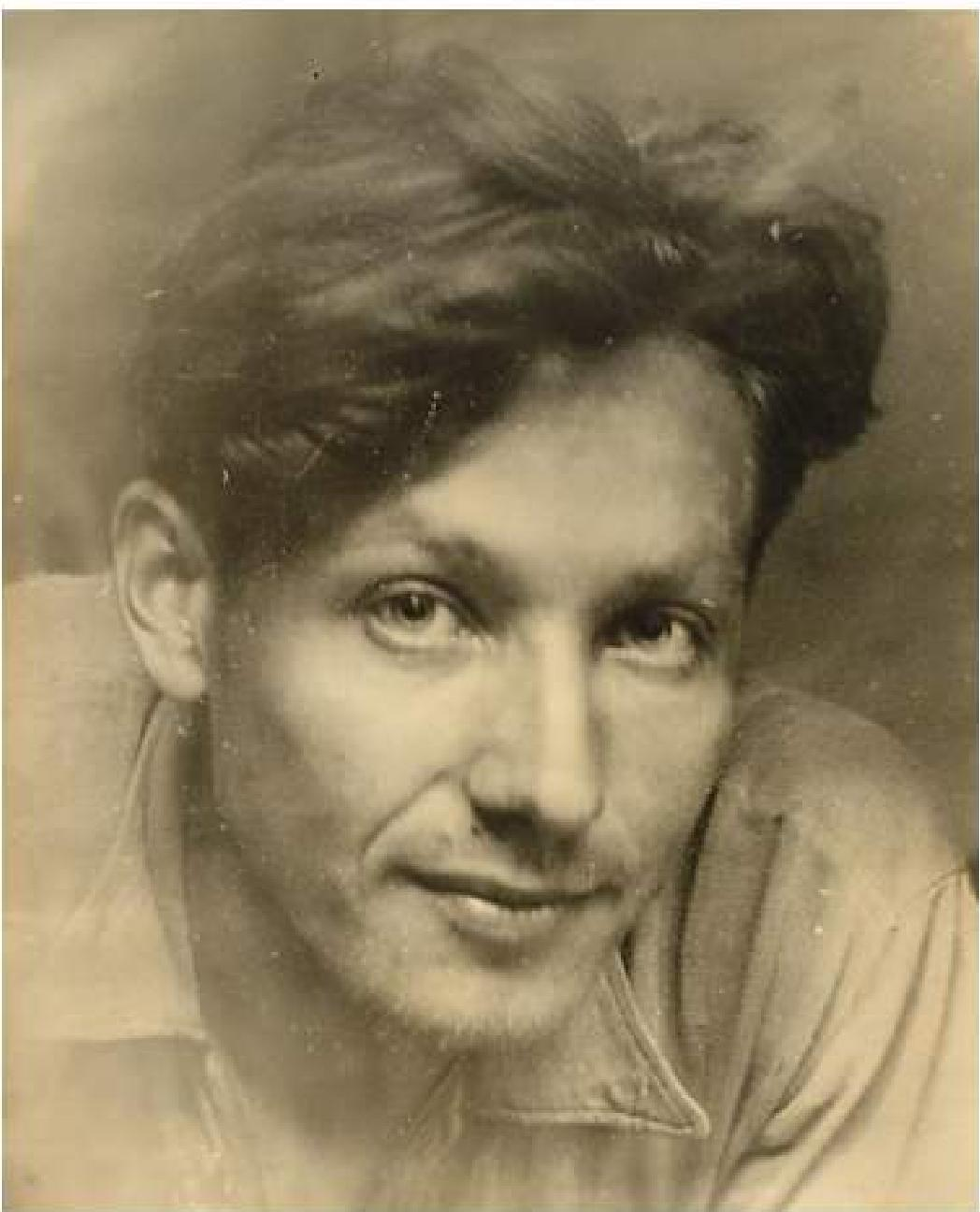
Микола Кошель. Юні роки.

Потім, навчаючись у старших класах, в одній з газет він знайшов статтю про Одеське художнє училище й одразу вирішив, в якому місті навчатиметься для здійснення своєї мрії. Всупереч хворобі (а на той час підліток ходив на милицях) випускник сільської школи, я якій він, до речі, навчався на відмінно, виїхав до Одеси. Микола успішно склав вступні іспити, залишившись на п'ять років у Одесі. Роки навчання — з 1945 по 1950-й 6ули нелегкими. Як відомо, післявоєнний період був важким, голодним. Увесь час бракувало їжі та необідних коштів на навчання і проживання.
Після закінчення навчання Микола Кошель мав намір вступити до Київського художнього інституту, але, на жаль, омріяний живописний факультет через матеріальні труднощі виявився недосяжним. Від того періоду залишилося декілька етюдів, серед яких привертає на себе увагу один, дуже цікавий, — «Колесо історії» (1953), створений як конкурсне завдання до річної виставки студентських робіт чорною тушшю на папері. Колесо історії невпинно рухається. Не мине й хвилини, навіть секунди. З погляду вічності, той, хто зараз на вершині, попри всі зусилля опиниться внизу.
Вчителями Миколи Кошеля були Л. Мучник, М. Шелюта, М. Поплавський.

### Діяльність
Повернувшись на Чернігівщину, Микола Якович спочатку працював керівником районного будинку культури села Комарівки. Театральні вистави, оформлення сцени, плакати та інша наочність — все це була різноманітна робота, але далека від станкового живопису. Незважаючи на те, молодий художник створив у ті роки з десяток різноманітних етюдів.
У 1952 Микола Кошель приїздить у Чернігів, де, на його думку, було більше можливостей для художника і викладача. Але викладання креслення й образотворчого мистецтва в середній школі не стало справою усього життя для молодого художника. Робота, на жаль, не приносила очікуваного морального задоволення. Рішення піти зі школи було прийняте, коли художник відчув, що більшості з його учнів предмет був не цікавий і не потрібний.
У перші роки перебування в Чернігові з'явився і перший відомий на сьогодні «Автопортрет» (1956).

### Седнівський період
Кожне наступне десятиріччя (60-80-ті роки ХХ ст.) Микола Якович працював у Седневі, де збереглася дивовижна краса мальовничих крутосхилів, старовинні храми, звивисті вулиці, маленькі одноповерхові будиночки. Седнівський період у творчості Миколи Кошеля був багатий на яскраві мистецькі враження. Працюючи активно, з великим піднесенням, Микола якович розвивав також і особистий почерк. Тремтливий, живий, енергійний мазок його палітри формує, ліпить різноманітні образи седнівських храмів, вулиць козацького містечка.  
Пізніше стилістика творів змінюється від лінеарної манери до насиченого письма, завдяки використанню фактурних мазків. Фарби накладаються не акварельним прийомом м'яким пензлем, а невеличкими мазками за допомогою жорсткого мастихіну. Палітра цих фарб збагачується, урізноманітнюється, бо фактура їхня доведена інколи до живописного рельєфу. Це вже не тонкий шар фарб, розведений олією, а корпусне письмо з такою напругою живописної поверхну, яка становить своєрідну її особливість і є логічним завершенням у пошуках відповідної манери. 

### Чернігівський період
З 1955 року Микола Якович прийнятий на роботу в Чернігівське обласне товариство художників і майже тридцять років свого життя віддав цьому колективові. Лише в 1985 році він залишив художньо-виробничі майстерні й пішов на заслужений відпочинок.
Художник-оформлювач завжди був завантажений, не залишався без роботи. Гасла, плакати, різноманітні карбування, панно, розписи — багато чим доводилося займатися, виконуючи державні та партійні замовлення. Був у його творчості особливий період, коли Микола Якович, як і деякі його колеги, опрацьовував ескізи та переводив їх у мозаїчне панно, декоруючи автобусні зупинки на території Чернігівської області, завдяки чому проявив себе як монументаліст і декоратор. За його участю наприкінці 1970-х — напочатку 1980-х був прикрашений мозаїкою автопавільйон в Черешеньках на Чернігівщині, автобусні зупинки в селах Бутівка, Політрудня, Поліське, Черниш, Шептаки та пологовий будинок в містечку Ічня.
І все ж вал агітаційно-пропагандистської продукції накривав художників, відволікаючи їх від справжньої творчості, зокрема станкового живопису, особливо цінного у творчому доробку Миколи Кошеля. В совітські часи, як відомо, цей напрямок творчості був перспективним. 
Микола Якович як живописець демонструє сміливий і дуже цікавий образний лад у своїх творах, завдяки новознайденій творчій манері.
Художник Микола Кошель займає своє особливе місце серед поколінь чернігівських митців. Він завжди демонструє незвичних, своєрідний погляд на подію. Митець відчувається за авторською інтонацією, не схожою ні на яку іншу. Микола Якович здатний донести свою особисту думку або передати настрій того чи іншого мотиву навіть у невибагливих звичайнісіньких сюжетах. 
Вже понад 10 років у Чернігівському державному інституті економіки (нині ЧНТУ) працює виставка художніх робіт Миколи Кошеля. Виставка була навчальною, бо побудована як комплекс творів образотворчого мистецтва для проведення практичних занять студентів з дисципліни «Організація екскурсійних послуг». На базі виставки студентам була надана можливість відпрацювання навичок для оволодіння мистецтвом екскурсійної роботи. 
Не здобувся на високі звання, бо якщо малював такі картини сумні, як «У колгоспі добре жить» — то шлях до нагород був закритий.
1985 року вийшов на пенсію.

### Творча спадщина
Спадщина Миколи Кошеля складається з типової для чернігівських художників кількості пейзажних творів, портретів, натюрмортів, тематичних, жанрових полотен. Оселившись у Чернігові, Микола Якович не міг не захопитися краєвидами цього старовинного міста. Від кінця 50-х та початку 60-х років збереглися, на жаль, лише декілька етюдів та ескізів задуманих урбаністичних пейзажів, котрі так і не були переведені у закінчену форму великого станкового пейзажу. Але вони разом із старими фотографіями післявоєнного Чернігова мають, крім художньої, ще й документальну цінність, бо зберегли погляд художника на ті чи інші куточки міста. 
Хоча митець і залишив свою малу батьківщину, але зв'язку з рідною Дуболугівкою ніколи не втрачав, часто приїздив до батьків та сестри у гості. Зучтрічі з рідним краєм надихали на створення живописних творів «На землі своїх предків» (1976), «Рідний край» (1975), «Батьківська земля» (1976).

## Основні твори[1]
- «Млин біля с. Британь» (1946)
- «Колесо історії» (1953)
- «Автопортрет» (1956)
- «В колгоспі добре жити» (1970)
- «Мглистий день» (1970)
- «Забута церква» (1972)
- «Осінь за Десною» (1973)
- «На землі своїх предків» (1976)
- «Рідной край» (1975)
- «Батьківська земля» (1976)
- «Інна, котра виїхала до Голландії» (1980)
- «Кам'яниця Лизогубів у Седневі» (1986)
- «Озеро Магістрацьке» (1998).

## Публікації у виданнях
- Микола Кошель і Седнів / В. Величко // Наш край. — 2005. — 12 листопада. — С.1.
- Селянського кореня. Нарис Творчості Миколи Кошеля / автор, упоряд. — В. Величко. — Чернігів, 2008. — 32 с.